# Oliver Winchester
Oliver Fisher Winchester (30 de novembro de 1810 – 11 de dezembro de 1880) foi um político e empresário americano, fundador da Winchester Repeating Arms Company.
Com sua morte, em dezembro de 1880, sua parte na empresa foi herdada por seu filho William Wirt Winchester, que morreu de tuberculose em março do ano seguinte. Sarah, esposa de William, acreditava que a família estava amaldiçoada pelos espíritos daqueles que foram mortos por rifles Winchester. Ela mudou-se então para San Jose, Califórnia, dando início à construção de uma caótica mansão com a intenção de confundir os espíritos vingativos. A casa, atualmente conhecida por Winchester Mystery House, acabou se transformando em atração turística após a morte de Sarah em setembro de 1922.